# Andrène du Canada
Andrena canadensis
Espèce
L'Andrène du Canada (Andrena canadensis) est une espèce d'andrènes de la famille des Andrenidae. Cette espèce est présente en Amérique du Nord,,.

## Étymologie
Son nom spécifique, composé de canad[a] et du suffixe latin -ensis, « qui vit dans, qui habite », lui a été donné en référence au lieu de sa découverte. 